# How Not to Live Your Life
How Not to Live Your Life é uma sitcom britânica, escrito e estrelado por Dan Clark que foi ao ar entre 27 de setembro de 2007 e 22 de dezembro de 2011, a série fala sobre um homem neurótico de vinte e nove anos de idade que está tentando encontrar seu caminho pela vida, mas não é atrapalhado por seus instintos ruins. Em 27 de maio de 2011 foi anunciada na BBC Three que o sitcom foi cancelado. No Brasil a série começou a ser exibida no dia 5 de maio de 2011, às 22 horas no canal +Globosat.

## Sinopse
Don é um desempregado de vinte e nove anos de idade que vive a vida levando "com a barriga" e que não gosta nem um pouco de trabalhar ou de ter grandes responsabilidades. Seu maior inimigo é sua mente hiperativa, que desempenha inúmeras cenas de coisas que ele não deve fazer ou dizer. Quando ele se muda para uma casa deixada por sua avó recentemente falecida, ele encontra Eddie, o enfermeiro da avó, mesmo depois dela falecer ele não quer sair do emprego. Don logo percebe que há vantagens para deixá-lo ficar. Para ajudar a saldar os enormes pagamentos atrasados em casa, Don decide começar a fazer um inquilino. Ele acaba escolhendo Abby, uma garota pela qual ele estava apaixonado na adolescência e da qual ainda gosta. No entanto, Abby não esta só. Ela tem um namorado Karl, a quem Don se refere como 'Kockface'.

## Lista de Episódios

### 1ª Temporada
- 01 - Lar, Doce Lar.
- 02 - A Excursão
- 03 - O Falso Funeral
- 04 - Os Jovens
- 05 - Tal Pai, Tal Don
- 06 - O Término

### 2ª Temporada
- 01 - A nova colega de apartamento
- 02 - Curioso
- 03 - Don, o cantor
- 04 - Don gay?
- 05 - Don saudável
- 06 - Don e o casamento